# Megan Is Missing
Megan is Missing é um filme americano de 2011 do gêneros pseudo documentário e terror psicológico, escrito, dirigido, editado e co-produzido por Michael Goi. O filme gira em torno dos dias que antecederam o desaparecimento de Megan Stewart (Rachel Quinn), uma popular estudante do ensino médio em North Hollywood que decidiu se encontrar com um garoto com quem ela estava interagindo online, e a investigação subsequente lançada por sua melhor amiga Amy Herman (Amber Perkins). Goi baseou o filme em uma série de casos reais de sequestro de crianças e ressaltou que seu motivo para destacar a violência no filme foi para incomodar as pessoas, principalmente para que o espectador entendesse os riscos modernos a que as crianças estão expostas online.
Goi emitiu avisos públicos aos telespectadores em 2020, quando o filme se tornou viral no TikTok.
Embora filmado em 2006, o filme não encontrou distribuição até que a Anchor Bay Films deu a ele um lançamento teatral limitado em 2011. Comercializado como um filme educacional, Megan Is Missing foi proibido na Nova Zelândia após seu lançamento e tem sido fortemente criticado por sua natureza exploradora, atuação pobre, violência gráfica infligida às crianças protagonistas e excesso de sexualização de adolescentes. Goi escreveu o roteiro em 10 dias e rodou o filme em uma semana. Por causa do conteúdo gráfico, ele solicitou que os pais do jovem elenco estivessem no set durante as filmagens para que estivessem totalmente cientes do envolvimento de seus filhos no projeto.

## Enredo
Em 2 de janeiro de 2007, o filme apresenta Megan Stewart, uma popular estudante de ensino médio que é bem conhecida e apreciada entre seus colegas. No entanto, ela vive uma vida dupla - ela sofre de uma história de abuso sexual infantil e se tornou viciada em drogas. Ao falar com uma de suas amigas pela webcam, ela mostra ter uma vida doméstica disfuncional devido ao relacionamento turbulento com sua mãe. Amy Herman, sua melhor amiga, é uma rejeitada que não quer abandonar totalmente sua infância. Ambas, apesar de suas personalidades opostas, formaram um vínculo profundo com base em suas necessidades pessoais: Megan quer alguém que genuinamente se importe com ela, enquanto Amy quer ser socialmente aceita.
Para comemorar o vindouro aniversário de 14 anos de Amy, Megan a convida para uma festa rave de que ela está participando e defende Amy quando uma multidão superficial começa a zombar dela. Naquela noite, Amy fica intoxicada e é agredida fisicamente quando se recusa a fazer sexo com um dos rapazes presentes na festa. Ela fica mortificada quando acidentalmente encontra Megan fazendo sexo oral no anfitrião da festa. Mais tarde, Megan pede desculpas pela experiência ruim. Enquanto grava um diário em vídeo, ela faz Megan contar a história de sua vida na qual ela revela que não sabe quem é seu verdadeiro pai, e que seu padrasto está na prisão por molestá-la aos nove anos de idade. Ela explica a Amy que seu relacionamento hostil com sua mãe se deve ao fato de ela nunca perdoar Megan por denunciá-lo às autoridades. Amy rapidamente a conforta antes que o vídeo termine.
Megan é apresentada por um amigo a Josh, um homem que afirma ser um patinador de 17 anos. Ele afirma que seu irmão mais novo quebrou sua Webcam, o que a deixa incapaz de ver seu rosto. Depois que Josh não consegue se revelar em uma festa que afirma estar presente, ela fica com raiva dele. No entanto, ela se solidariza com ele quando afirma ser tímido e se intimidar com sua popularidade. Amy começa a se sentir excluída e Megan a apresenta a ele antes de concordar em se encontrar pessoalmente, atrás de uma lanchonete. Em 7 de janeiro, é revelado que ela desapareceu e as autoridades começam a presumir que ela simplesmente fugiu. Amy começa um esforço concentrado para encontrar sua amiga e conversa com Josh online para ver se ele sabe alguma coisa sobre seu paradeiro.
Este encontro deixa Amy assustada devido aos comentários ameaçadores de Josh e quando ela vê uma filmagem de segurança de Megan sendo sequestrada, ela o denuncia à polícia, o que ajuda a reiniciar a investigação. Posteriormente, fotos perturbadoras de Megan sendo mutilada e torturada enquanto estava imobilizada em uma engenhoca começam a aparecer em um fórum de fetiche online. Três semanas após seu desaparecimento, Amy visita um esconderijo pessoal sob uma velha ponte onde ela e Megan costumavam contar segredos uma à outra e começa a gravar um diário em vídeo. Pouco antes de o vídeo terminar, alguém é visto prestes a agarrá-la. É revelado que Amy também havia desaparecido. Os investigadores encontram sua câmera de vídeo em uma lata de lixo perto de seu esconderijo.
Em uma filmagem não editada e encontrada na câmera, Josh destranca uma grande porta em um porão onde ele estava escondendo Amy, em sua roupa de baixo e acorrentada à parede. Ele a faz comer comida em uma tigela de cachorro antes de estuprá-la violentamente. Mais tarde, ele retorna para se desculpar e diz que vai deixá-la ir. Ele então mostra a ela um barril e diz a ela para entrar nele, para que ela não saiba onde ele mora quando eles partirem. Depois que Josh abre o barril, Amy foge gritando ao ver o cadáver de Megan dentro, em putrefação. Josh agarra Amy e a força para dentro do barril junto com o corpo de Megan antes de trancá-lo. Ele carrega o barril no carro e depois dirige para uma floresta, onde cava um grande buraco enquanto Amy grita e implora por sua vida. Josh empurra o barril no buraco e o enche antes de ir embora, deixando Amy morrer. Durante os créditos finais, um clipe mostra Megan e Amy relaxando na cama juntas, falando sobre seus planos para o futuro.

## Elenco
- Amber Perkins como Amy Herman
- Rachel Quinn como Megan Stewart
- Dean Waite como Josh
- Jael Elizabeth Steinmeyer como Lexie
- Kara Wang como Kathy
- Brittany Hingle como Chelsea
- Carolina Sabate como Angie
- Trigve Hagen como Gideon
- Curtis Wingfield como Ben
- April Stewart como Joyce Stewart
- Reyver Huante como Bill Herman
- Tammy Klein como Louise Herman
- Lauren Leah Mitchell como Callie Daniels
- Kevin Morris como Detetive Simonelli
- Craig Stoa como Leif
- Jay Gragnani como o menino do vídeo

## Produção
A maioria do elenco de Megan Is Missing era composta de atores inexperientes ou estreantes. Rachel Quinn e Amber Perkins foram escaladas para os papéis de Megan e Amy. O papel do vilão, Josh, foi dado ao ator australiano Dean Waite. Quinn estrelou vários comerciais, industriais e filmes de estudantes antes das filmagens. O filme também marcou a estreia de Perkins no cinema, que anteriormente havia trabalhado apenas em programas de televisão e comerciais.

## Banimento na Nova Zelândia
Em outubro de 2011, o Office of Film and Literature Classification da Nova Zelândia proibiu o lançamento deste filme em Anchor Bay, classificando-o como "questionável". Eles alegaram que continha violência sexual e conduta sexual envolvendo jovens em tal extensão e grau, e de tal maneira que se fosse divulgado, seria 'prejudicial ao bem público'. Eles continuaram dizendo que adorava o espetáculo da provação de uma garota, incluindo uma cena de estupro de três minutos. Eles também afirmaram que sexualizou a vida de jovens adolescentes em um "grau altamente explorador".

## Recepção
Megan is Missing recebeu críticas em geral negativas dos críticos. Em uma crítica positiva para o The Leaf-Chronicle (Tennessee), o crítico de cinema Jamie Dexter comparou o filme à franquia Paranormal Activity e A Bruxa de Blair (1999) e elogiou o enredo, afirmando "Levei dias para eu me livrar da sensação horrível que este filme deixou em mim, mas isso apenas significa que foi eficaz no que se propôs a fazer - mostrar este cenário muito real e plausível de como os predadores da Internet funcionam." Em uma resenha negativa para o Oklahoma Gazette, Rod Lott criticou principalmente a caracterização e o retrato de Megan, afirmando:
Ele então passa a condenar a atuação do resto do elenco:
O Beyond Hollywood e o DVD Verdict também criticaram o filme, com o primeiro chamando-o de "extremamente decepcionante" e o segundo afirmando que "[desejavam] que este disco [de DVD] não estivesse na caixa". O HorrorNews.net deu uma crítica mais positiva, dizendo que a primeira parte do filme "realmente funciona", embora eles sentiram que os vinte e dois minutos finais "foram um pouco exagerados".
A atuação, escrita, cinematografia, direção e escolhas de fontes foram criticadas, bem como numerosos erros de produção; por exemplo, o microfone boom pode ser visto em várias fotos e o diretor Michael Goi pode ser ouvido dizendo "Ação!" durante uma cena.

## Avisos do diretor
Quando o filme se tornou viral em 2020, Goi lançou um alerta para os possíveis telespectadores: “Não assista ao filme no meio da noite. Não assista ao filme sozinho. E se você vir as palavras 'foto número um' aparecendo na tela, você tem cerca de quatro segundos para desligar o filme se já estiver meio que pirando antes de começar a ver coisas que talvez não queira ver."